# Anne Hyde
Pour les articles homonymes, voir Hyde.

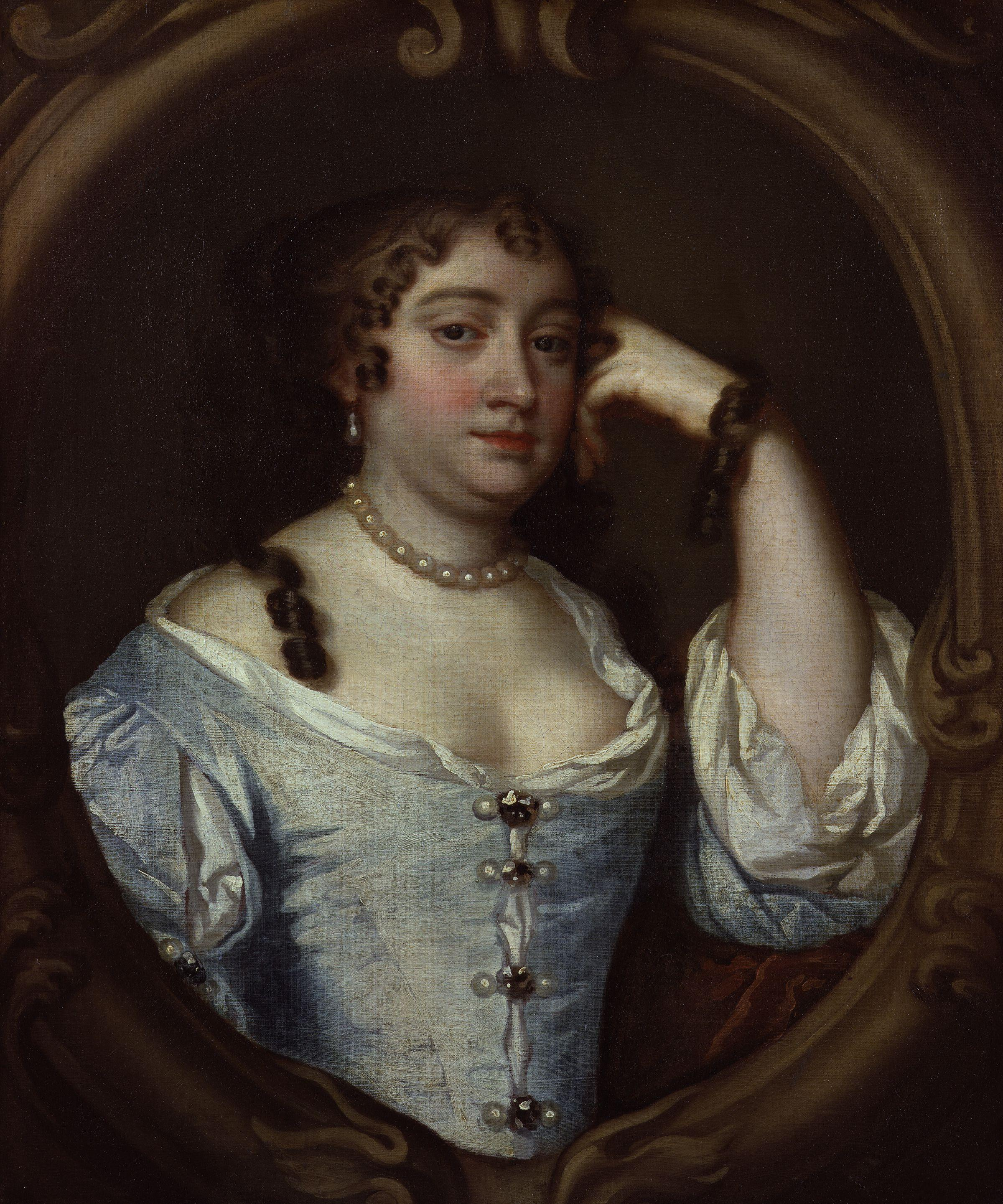
Portrait d'Anne Hyde.

Lady Anne Hyde, née le 12 mars 1637 et morte le 31 mars 1671, duchesse d'York, fut la première femme de Jacques, duc d'York, futur roi d'Angleterre et d'Écosse sous le nom de Jacques II, et la mère de deux reines : Marie II d'Angleterre et Anne de Grande-Bretagne.

## Biographie

### Origines
Anne Hyde est fille d'Edward Hyde (1609-1671), plus tard 1er comte de Clarendon, et de Frances Aylesbury.
En 1660, elle épouse secrètement Jacques, alors duc d'York et frère du prétendant en exil au trône d'Angleterre Charles (futur Charles II d'Angleterre) chassé par la révolution d'Oliver Cromwell. La famille Hyde sert fidèlement la famille royale en exil. Anne fut d'ailleurs dame d'honneur de Marie, princesse royale et princesse d'Orange, sœur de Charles et Jacques. C'est d'ailleurs à cette période que Jacques séduit Anne et que son frère le força à l'épouser malgré ses réticences. Il pensait que le fort caractère d'Anne aurait une bonne influence sur son frère très influençable.

### Duchesse d'York
Le couple se maria officiellement à Londres le 3 septembre 1660 à la suite de la restauration de la monarchie, et alors qu'elle était enceinte. Anne n'était pas une belle femme mais elle était intelligente et pleine d'esprit. L'ambassadeur français l'a décrite comme ayant le « courage, l'habileté, et l'énergie presque digne du sang d'un roi ». Le premier enfant d'Anne et de Jacques, Charles, est né moins de deux mois après leur mariage, mais est mort en bas âge, tout comme cinq autres fils et filles. Seules deux filles ont survécu : Mary (future Marie II d'Angleterre) et Anne (future Anne de Grande-Bretagne). Quelques semaines après la naissance de leur dernier enfant, Anne est morte, probablement d'un cancer du sein, au palais St. James et fut enterrée en l'abbaye de Westminster.

### Catholicisme
À la fin de sa vie, la duchesse d'York s'est convertie au catholicisme, à l'horreur de sa famille fidèle à l'anglicanisme. Après sa mort, son veuf se convertira également au catholicisme. Cependant sur ordre du roi Charles II, frère de Jacques, leurs filles Marie et Anne reçurent une éducation protestante.
Le duc d'York épousa en secondes noces en 1673 une princesse catholique, Marie-Béatrice de Modène (1658-1718) qui ne lui donna que deux enfants viables dont un fils en 1688. Ce fut l'étincelle qui provoqua la chute de Jacques II d'Angleterre…
Le roi Jacques II fut renversé par la Glorieuse Révolution et remplacé par sa fille Marie et son gendre Guillaume d'Orange, stathouder de Hollande.
Anne Hyde fut la dernière Anglaise à épouser un héritier du trône britannique jusqu'au mariage de Lady Diana Spencer et de Charles, prince de Galles en 1981.